# Agesarco di Tritea
Agesarco di Tritea (in greco antico: Αγήσαρχος ?; Tritea, ... – dopo il 120 a.C.) è stato un atleta greco antico.

## Biografia
Su Agesarco le uniche informazioni in nostro possesso sono date da Pausania il Periegeta.
Agesarco di Tritea (in Acaia), figlio di Emostrato, trionfò nel pugilato alle Olimpiadi nella 165ª edizione del 120 a.C..
Egli, in qualità di pugile, in quel periodo trionfò in tutti i giochi panellenici, venendo dichiarato periodonìkes. Per questo, gli fu eretta una statua a Olimpia, opera dei figli di Policle, con versi elegiaci sul basamento che attestavano, appunto, le vittorie ad Olimpia, Nemea e Delfi.